# Kunstord
Kunstord (latin termini téchnici) er ord, der er konstruerede og ikke findes i det almindelige sprog, som ofte skabes og bruges af videnskabsmænd og faglige eksperter, og som kun i begrænset omfang kendes eller forstås af lægmand. Kunstord kan efterhånden vinde indpas i det daglige hverdagssprog, eksempler fra kemiens verden er trivialnavne på kemiske stoffer, såsom "gas", "ilt" og "brint".
Kunstord kan også være et kunstigt og vilkårlig dannet ord, som f.eks. Kodak navnet på et fotografiapparat, hvilket er et rent kunstord, skabt uden nogen som helst etymologisk forbindelse med det øvrige sprogstof.
At kunstord i faglige sammenhæng er nødvendige og uundværlige, siger sig selv; det gælder kun om at få dem på den ene side så klare og utvetydige, på den anden side så bekvemme som muligt. Kunstord kan hentes af forskellige kilder, der hver har sine fortrin og ulemper.
For det første kan man bruge det almindelig sprogs ordforråd, enten ligefrem eller gennem sammensætninger og afledninger, som når botanikerne taler om krone, knold, kim osv. eller danner sammensætninger som kronblad, kimblad, kemikerne om syre, forbindelser, tvekulsur osv., grammatikerne om køn og tal (ental eller enkelttal og flertal) osv. Nogen ulempe kan her opstå ved, at de folkelige og de faglige anvendelser af ordet ikke altid dækker hinanden, så at for eksempel ikke alt, hvad der i almindelig sprog kaldes "rod", bliver anerkendt som sådan af botanikerne; hvor derimod den tekniske anvendelse af et gængs ord ligger temmelig fjernt fra den dagligdags, har denne kilde til kunstord kun gode sider; man tænke f.eks. på matematikernes og sprogforskernes brug af ordet "rod"; her kan nemlig hver videnskab bestemme og nøje afgrænse det, den forstår ved ordet, uden at dettes andre begrebstilknytninger kan komme i vejen.
Dernæst kan videnskabsmanden, hvor han føler trang til et nyt kunstord, danne det rent vilkårlig, som da Jan Baptist van Helmont lavede ordet "gas". I reglen vil det dog vise sig, at han mere eller mindre bevidst har haft, et i forvejen eksisterende ord, der foresvævede ham (ved gas sikkert hollandsk geest, tysk "Geist"); H.C. Ørsteds "ilt" og "brint" (ild, brænde) for det, som nordmændene endnu kalder sur stof (surstoff) og vandstof (vannstoff), er kendte tilfælde. Sådanne nydannede kunstord har naturligvis den fordel, at man deri kan lægge nøjagtig, det begrebsindhold, man selv ønsker; de er dog ret sjældne.
Endelig kan man gå til fremmede, især da de klassiske sprog, latin og græsk, der har vist sig som næsten uudtømmelige kilder for kunstord, idet man i nyere tid, hvis man ikke der fandt et ord fikst og færdigt, ikke har betænkt sig på at danne et sådant af klassisk sprogmateriale, ikke sjældent på en måde, der kun dårligt stemmer med disse sprogs egentlig dannelseslove. I denne videnskabelige anvendelse af græske og latinske sprogdele ligger en fortyndet fortsættelse af den gamle tilstand, da de nyeuropæiske sprog ikke blev anvendte til videnskabelige arbejder.
Et minde om arabernes videnskabelige betydning har man i ord som kali (alkali) og natron. som de vigtigste fortrin ved disse fremmede kunstord (eksempler på dem vil kunne findes på næsten hver side af dette værk) kan anføres, at der i reglen ikke findes populære forstyrrende tankeknytninger, og at de lader sig formere ved regelmæssige afledninger; endelig nævnes tit fordelen ved at have et kun for de indviede forståeligt sæt af udtryk, noget, der dog måske kun har virkelig værd i det tilfælde, at læger ved en sygeseng ønsker at tale om sygdommen uden at skræmme patienten. Nu til dags vil man langt snarere være tilbøjelig til at lægge stor vægt på den modsatte side af sagen, at nemlig de mange "lærde" kunstord lægger store hindringer i vejen for, at de brede lag får del i videnskabelig oplysning. På sproglærens område har der, navnlig fra Rasmus Rasks og mange af hans efterfølgeres side, været en særlig stærk og bevidst stræben efter helt igennem at afløse de latinske kunstord med danske, og beslægtede tendenser gør sig også gældende på andre områder.